# 摂論宗
摂論宗（しょうろんしゅう）は、中国の仏教宗派。無著『摂大乗論』（真諦訳）及び世親『摂大乗論釈』に基づく。中国十三宗の一つ。

## 歴史
南北朝時代から、唐時代初期まで広まった。玄奘による「唯識説」などに吸収され、消滅。
宗祖は真諦三蔵（499年 - 569年）。『摂大乗論』漢訳時の筆受者であった慧愷、同様に真諦の訳経事業を広州で支援した法泰に始まる。法泰の唯識の学統は、北周の廃仏を避けて江南に移った靖嵩に伝えられ、靖嵩は『摂論疏』等の著作を残した。更に、智凝、僧弁と、摂論の学統は継承された。
また、真諦の門弟である道尼は、590年（開皇10年）に、文帝の勅によって、大興の国寺である大興善寺に入った。道尼の系統からは、道嶽が出た。また、地論宗に属する曇遷（542年 - 607年）も、廃仏時に江南に難を逃れ、『摂大乗論』の教義に触れることとなった。初め彭城を拠点としたが、建康を経て、587年（開皇7年）に大興善寺に勅住せしめられた。『摂論疏』『亡是非論』等の著作がある。
日本には、奈良時代に文献によって流入しているが、一宗としては定着しなかった。